# Orpheus

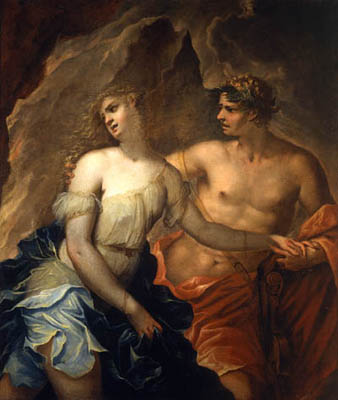
Orpheus và Eurydice

Orpheus life.

Orpheus (tiếng Hy Lạp: Ορφεύς) là một nhân vật trong thần thoại Hy Lạp, con trai của vua Oeagrus xứ Thrace và nữ thần thi ca (muse) Calliope. Trong một số truyền thuyết khác thì Orpheus là con trai của Apollo và Calliope. Orpheus không được đề cập đến trong các tác phẩm của Homer và Hesiod, nhưng được biết đến vào thời của Ibycus (khoảng 530 TCN), một trong 9 thi sĩ danh tiếng của Hy Lạp cổ đại.
Nhiều giả thuyết cho rằng Orpheus là một trong những đại thi hào, nhạc sĩ thuở sơ khai, là người sáng tạo ra hoặc cải tiến chiếc đàn lyre. Pindar, một nhà thơ khác trong 9 thi sĩ danh tiếng của Hy Lạp cổ đại đã gọi Orpheus là "cha đẻ của thi ca". Tương truyền rằng những bài hát của Orpheus có thể làm xiêu lòng vạn vật, và khiến cho đất trời, thần linh phải rơi lệ. Theo Pindar, Orpheus, với tay đàn và giọng ca của mình, đã góp một phần không nhỏ vào chuyến hành trình của Jason và thủy thủ đoàn Argonauts.
Truyện kể rằng Eurydice, vợ của Orpheus, bị rắn cắn chết trong ngày cưới. Đau lòng trước cái chết của nàng, Orpheus cất lên tiếng ca đau thương, khiến cho thiên nhiên, thần tiên phải rơi lệ. Tìm đường xuống địa phủ, với cây đàn lia (lyre) và tài âm nhạc của mình, Orpheus đã thuyết phục Hades và Persephone, vị vua và hoàng hậu của âm phủ, động lòng thương, cho phép Eurydice về lại dương gian, với một điều kiện: cho đến khi cả hai lên đến được dương thế, Orpheus phải giữ im lặng và không được ngoái lại nhìn người vợ đi đằng sau. Thoạt đầu Orpheus cũng làm theo lời dặn. Nhưng, khi họ đã đi được một thời gian lâu mà Orpheus không nghe thấy tiếng bước chân và hơi thở của nàng Eurydice, chàng đánh liều quay đầu lại. Và rồi hình ảnh nàng Eurydice lùi thật nhanh về phía địa phủ rồi biến mất, nhanh đến nỗi Orpheus chỉ kịp gọi tên vợ lần cuối. Orpheus vội quay lại nhưng người lái đò địa phủ không cho phép chàng đến địa ngục lần nữa dù Orpheus đã quỳ ở đó đến 7 ngày 7 đêm.

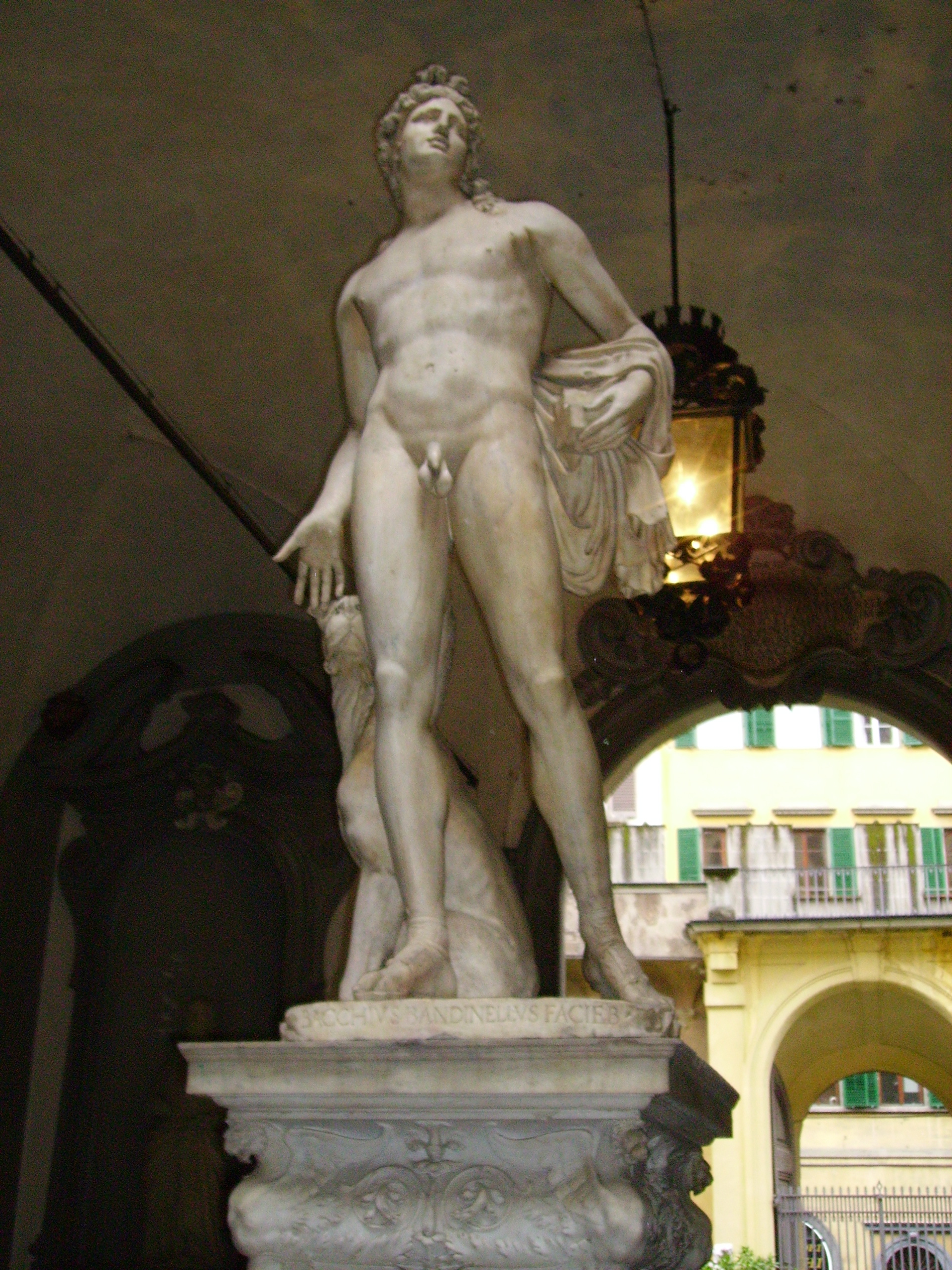
Orpheus và con chó ngao địa ngục

Khi chàng trở về dương gian thì Orpheus không còn quan tâm đến cô gái nào khác nữa, vì vậy mà chàng bị người ta xem là ngạo mạn. Và rồi trong một hôm lễ hội rượu nho của thần Dionysus, chàng đã bị một lũ đàn bà say rượu đánh đến chết và quẳng xác chàng xuống sông. Kỳ lạ thay, Orpheus chết mà đàn vẫn vang lên tiếng hát tha thiết, yêu thương.